# LMC X-1
LMC X-1 est une source de rayons X située dans le Grand Nuage de Magellan (en anglais : Large Magellanic Cloud - LMC), du type binaire X à forte masse, qui abrite très vraisemblablement un trou noir stellaire. C'est la plus intense source de ce type détectée dans cette galaxie.

## Découverte et localisation
Comme l'atteste son nom (voir Désignation des sources de rayons X), LMC X-1 est une source intense découverte dès les premières époques de l'astronomie des rayons X. Elle a été mise en évidence en 1971 dans les données recueillies par le satellite artificiel Uhuru, en même temps que LMC X-2, LMC X-3 (un autre probable trou noir) et SMC X-1. Situé dans le Grand Nuage de Magellan, sa distance au Système solaire est d'environ 50 kiloparsecs. Elle se trouve au sein d'une association OB nommée N159, entourée d'une bulle d'hélium fortement ionisé de 3 parsecs de diamètre.
Sa position sur la sphère céleste le place à proximité immédiate du pulsar X PSR B0540-69 avec lequel il n'est cependant pas en interaction, bien que cette proximité ait à une époque rendu difficile son étude, la résolution médiocre des premières générations de télescopes X rendant difficile la séparation de ces deux sources.

## Caractéristiques physiques
LMC X-1 est un système binaire dont la période orbitale est légèrement supérieure à 4 jours (101,4912 heures, soit 4 jours, 5 heures, 29 minutes et 28 secondes). Ce système comme toute binaire X, est composé d'une étoile ordinaire et d'un objet compact. Sa luminosité dans le domaine des rayons X est variable (fluctuations allant jusqu'à un facteur 8 pour les énergies inférieures à 10 keV) et peut atteindre 2 × 1031 W.
La détection optique de l'étoile remonte à 1987. L'étude du rayonnement émis par cette étoile, de magnitude apparente 14,5, suggère que celle-ci a une masse comprise entre 4 et 10 masses solaires. L'étude de la modulation de son spectre permet de déduire une quantité appelée fonction de masse du système. Cette fonction de masse vaut ici 0,14±0,05 masse solaire. Connaissant la limite inférieure de la masse de l'étoile compagnon, cette donnée permet de déduire que la masse de l'objet compact du système est très vraisemblablement supérieure à 3 masses solaires, seuil au-delà duquel un objet compact est nécessairement un trou noir. La mise en évidence de la probable nature de trou noir de LMC X-1 remonte à 1983. Sa nature de trou noir reste cependant moins bien établie que celle d'autres sources de rayons X telles Cygnus X-1 ou GRS 1915+105 (Nova Aquilae 1992), car la fonction de masse est inférieure à la masse limite au-delà de laquelle un objet est un trou noir. Sa mise en évidence en tant que trou noir nécessite d'estimer de façon robuste la masse de son étoile compagnon, tâche qui reste soumise à un risque d'erreur. À l'inverse, les deux candidats cités ci-dessus sont nécessairement des trous noirs, sans qu'il soit nécessaire de déterminer la masse de l'étoile compagnon. 
La possibilité que LMC X-1 produise un jet a donné lieu à des recherches qui semblent désormais se solder par l'affirmative, bien qu'elles suggèrent que ce jet est émis de façon intermittente par cette source.
Des oscillations quasi périodiques de période environ égale à 13 secondes ont été observées durant une campagne d'observation du satellite Ginga en 1987.